# Kvitkåpa
De Kvitkåpa is een gletsjer op het eiland Edgeøya, dat deel uitmaakt van de Noorse eilandengroep Spitsbergen.
De gletsjer is vernoemd naar de witte kust.

## Geografie
De gletsjer ligt in het meest zuidelijke deel van het eiland op een schiereiland van ongeveer 15 kilometer breed, met ten westen van het schiereiland het fjord Tjuvfjorden en ten oosten ligt de Barentszzee.
Op ongeveer zes kilometer naar het zuiden ligt de gletsjer Hartmannbreen, op ongeveer tien kilometer naar het noorden ligt de gletsjer Deltabreen en op ongeveer tien kilometer naar het noordoosten de Pettersenbreen.